# Primera División (Uruguay) 1979
Die Saison 1979 der Primera División war die 76. Spielzeit (die 48. der professionellen Ära) der höchsten uruguayischen Spielklasse im Fußball der Männer, der Primera División.
Die Primera División bestand in der Meisterschaftssaison des Jahres 1979 aus 13 Vereinen, deren Mannschaften in insgesamt 156 von Mai bis Mitte Dezember des Jahres ausgetragenen Meisterschaftsspielen jeweils zweimal aufeinandertrafen. Es fielen 367 Tore. Die Meisterschaft gewann der Club Atlético Peñarol als Tabellenerster vor Nacional Montevideo und Centro Atlético Fénix als Zweitem und Drittem der Saisonabschlusstabelle. Der Liverpool FC musste in die Segunda División absteigen. Nacional und der Club Atlético Defensor qualifizierten sich für die Copa Libertadores 1980.
Torschützenkönig wurde mit 19 Treffern Waldemar Victorino von Nacional Montevideo.

## Jahrestabelle
| Pl. | Verein                    | Sp. | S  | U  | N  | Tore    | Diff. | Punkte |
| --- | ------------------------- | --- | -- | -- | -- | ------- | ----- | ------ |
| 1.  | Club Atlético Peñarol (M) | 24  | 19 | 3  | 2  | 047:120 | +35   | 41     |
| 2.  | Nacional Montevideo       | 24  | 17 | 4  | 3  | 053:180 | +35   | 38     |
| 3.  | Centro Atlético Fénix     | 24  | 10 | 7  | 7  | 023:180 | +5    | 27     |
| 4.  | Club Atlético Defensor    | 24  | 9  | 8  | 7  | 030:260 | +4    | 26     |
| 5.  | River Plate (N)           | 24  | 8  | 9  | 7  | 025:300 | −5    | 25     |
| 6.  | Huracán Buceo             | 24  | 8  | 6  | 10 | 023:230 | ±0    | 22     |
| 7.  | Montevideo Wanderers      | 24  | 7  | 8  | 9  | 026:280 | −2    | 22     |
| 8.  | Bella Vista               | 24  | 6  | 9  | 9  | 033:370 | −4    | 21     |
| 9.  | Sud América               | 24  | 7  | 6  | 11 | 028:390 | −11   | 20     |
| 10. | CA Cerro                  | 24  | 6  | 7  | 11 | 024:350 | −11   | 19     |
| 11. | Danubio FC                | 24  | 4  | 9  | 11 | 020:280 | −8    | 17     |
| 12. | Liverpool FC              | 24  | 5  | 7  | 12 | 019:370 | −18   | 17     |
| 13. | Club Atlético Rentistas   | 24  | 3  | 11 | 10 | 016:360 | −20   | 17     |

| (M) | Meister der vorangegangenen Saison  |
| (N) | Aufsteiger aus der Segunda División |